# Ernst-August-Jagdstein (Barsinghausen)

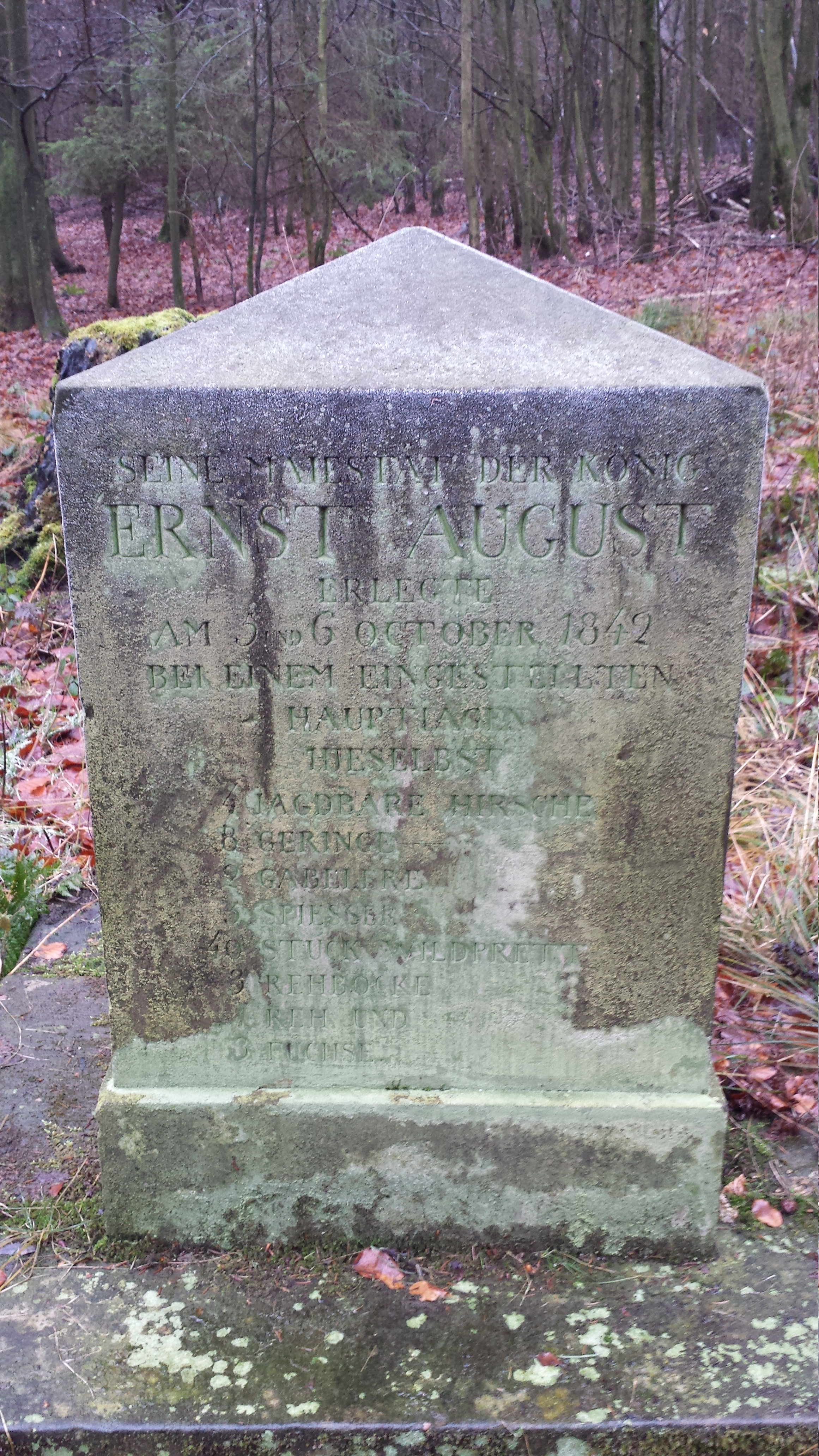
Ernst-August-Jagdstein im Deister bei Barsinghausen

Der Ernst-August-Jagdstein oberhalb von Barsinghausen und Nienstedt erinnert an eine für Ernst August, König von Hannover, im Herbst 1842 organisierte Jagd.

## Hintergrund
Der Monarch hatte sich nach dem Ende der Personalunion zwischen Großbritannien und Hannover in der ersten Hälfte des 19. Jahrhunderts in und um das Calenberger Land zu Jagdzwecken unter anderem das Jagdschloss Springe und den Georgsplatz bauen lassen. Er genoss das Jagdrecht anfangs noch als herrschaftliches Privileg.
Die Jagden im Deister waren damals noch ein für den Adel und den Hofstaat übliches eingestelltes Jagen. Dafür wurde das zu erlegende Wild zuvor eingegattert, um am Jagdtag dann den adeligen Schützen vor die Flinte getrieben zu werden.

## Geschichte
Bei der zweitägigen Veranstaltung am 5. und 6. Oktober 1842, laut dem hannoverschen Oberhofmarschall Baron Carl Ernst von Malortie „am Vorderdeister, Grünebrücke“ gelegen, erlegte König Ernst August mehr als 65 Tiere. Anschließend fertigte der königliche Hofsteinhauermeister Heinrich August Wilhelm Blume den noch im selben Jahr aufgestellten dreiseitigen Gedenkstein an mit folgender Inschrift:
Wenige Jahre später, mit der Revolution ab 1848, ging das Jagdrecht auf die Eigentümer der Wald- und Forstflächen über.

## Lage
Das 105 × 62 cm hohe Denkmal liegt nahe dem Weg von Barsinghausen zur Wallmannhütte, etwa 600 Meter vor dem Kammweg, in der Gabelung, wo der Bierweg zum Nienstedter Pass abzweigt. Der Stein ist von beiden Wegen nicht direkt zu sehen und ist durch Unterholz und Bewuchs insbesondere während der Vegetationsperiode „nur mit Mühe zu erreichen“ (Stand 2003).